# Zoogeflüster – Komm mir nicht ins Gehege!
Zoogeflüster – Komm mir nicht ins Gehege! ist eine deutsche Filmkomödie aus dem Jahr 2008. Der Regisseur war Dennis Satin, das Drehbuch schrieb Wiebke Jaspersen. Die Hauptrollen spielten Floriane Daniel und Jan Sosniok.

## Handlung
Die stellvertretende Zoodirektorin Sonja Winter will unbedingt die Schließung ihres Zoos verhindern. Ihre Gegenspielerin, die hübsche Stadträtin Antonia Grewe, setzt sich gemeinsam mit dem Architekten Mark Fechter ebenso kompromisslos für die Schließung des Zoos ein. Der achtjährige Tom, Sohn des Architekten, ist mit Sonja Winters Tochter Hanna befreundet und plant mit ihr die Entführung von Hannas Lieblingspinguin „Schulze“, der im Zuge der Schließung eingeschläfert werden soll.

## Kritiken
Unter kino.de findet sich folgende Kritik:
„Nach einem Grundsatz der Filmbranche sollten Regisseure von Geschichten mit Kindern oder Tieren lieber die Finger lassen. Dennis Satin hat den guten Rat in den Wind geschlagen. Bereut hat er es vermutlich nicht: Sowohl die Kinder als auch der heimliche Star des Films, ein Pinguin namens Herr Schulze, machen ihre Sache prima. Für die eigentlichen Hauptdarsteller gilt das nicht so ganz: Jan Sosniok und Floriane Daniel agieren merkwürdig verkrampft. Die Küsse des Liebespaares sind sogar so schlecht gespielt, als habe sich das Duo eigentlich gar nicht riechen können.“